# 慶源郡
慶源郡（キョンウォンぐん）は朝鮮民主主義人民共和国咸鏡北道に属する郡。1977年から2005年にかけてはセビョル郡（새별군）またはセッピョル郡（샛별군）と呼ばれていた。なお、セビョルは朝鮮語の固有語で「あたらしき星（明けの明星）」の意味。

## 地理
咸鏡北道の北東部に位置し、豆満江に面している。
郡人民委員会が所在するセビョル邑は、郡の北寄りにある。北に穏城郡、西南に会寧市、東南に慶興郡と隣接し、豆満江の対岸は中華人民共和国吉林省琿春市で、セビョル邑に近い柳多島で橋が架かっている。

## 歴史
高句麗、渤海国を経て女真族の居住地であり、高麗・朝鮮王朝との間に争奪が繰り広げられ、15世紀前半に朝鮮王朝の支配下に入った。

### 年表
この節の出典
- 高麗時代 - 孔州と称された。
- 1398年 - 慶源府が置かれた。
- 1428年 - 慶源郡となる。
- 1895年 - 鏡城府慶源郡となる（二十三府制）。
- 1896年 - 咸鏡北道慶源郡となる。一部(訓戎面)が穏城郡に編入。
- 1914年4月1日 - 郡面併合により、咸鏡北道慶源郡に以下の面が成立。(6面)
  - 慶源面・安農面・東原面・龍徳面・阿山面・有徳面
- 1947年11月 - 有徳面が慶興郡に編入。(5面)
- 1952年12月 - 郡面里統廃合により、咸鏡北道慶源郡龍徳面・安農面・東原面・慶源面および阿山面の一部、穏城郡訓戎面の一部地域をもって、慶源郡を設置。慶源郡に以下の邑・里が成立。(1邑21里)
  - 慶源邑・金洞里・安農里・安原里・古城里・峯雲里・甑山里・中栄里・下面里・沙水里・城内里・洞林里・龍北里・新乾里・龍峴里・龍南里・龍新里・承良里・魯貫里・良洞里・金華里・龍門里
- 1953年12月 (1邑1労働者区21里)
  - 沙水里・金華里の各一部が合併し、訓戎里が発足。
  - 下面里の一部・沙水里の残部・金華里の残部が合併し、沙水里が発足。
  - 新乾里・魯貫里の各一部が合併し、禾汀里が発足。
  - 新乾里の残部・魯貫里の残部が合併し、新乾里が発足。
  - 龍北里の一部が分立し、古乾原労働者区が発足。
- 1954年10月 (1邑1労働者区21里)
  - 洞林里の一部が龍北里に編入。
  - 龍北里の一部が古乾原労働者区に編入。
- 1958年6月 (1邑1労働者区23里)
  - 鍾城郡龍渓里・鳳山里・鐘山里・硯山里を編入。
  - 古城里が安原里に編入。
  - 禾汀里が新乾里に編入。
  - 慶源邑が農圃里に降格。
  - 峯雲里が慶源邑に昇格。
- 1961年3月 (1邑3労働者区20里)
  - 下面里が下面労働者区に昇格。
  - 龍北里が龍北労働者区に昇格。
  - 甑山里が城内里に編入。
- 1964年5月 - 慶源邑の一部が分立し、後石里が発足。(1邑3労働者区21里)
- 1977年9月 - 慶源郡がセビョル郡に改称。(1邑3労働者区21里)
  - 慶源邑がセビョル邑に改称。
  - 承良里が龍堂里に改称。
- 1986年12月 - 安農里が柳多ソム里に改称。(1邑3労働者区21里)
- 2005年3月 - セビョル郡が慶源郡に再改称。(1邑3労働者区21里)
  - セビョル邑が慶源邑に改称。

## 観光
豆満江を境にして中国琿春市と接している。北部屈指の炭田である。
- 柳多島：セピョル邑から東へ約4kmの地点にある。革命史跡地とモダンな農村住宅が建ち並んでいる。

## 交通
- 咸北線
  - 訓戎駅 - 下面駅 - 慶源駅 - 農圃駅 - 龍堂里駅 - 新乾駅
- 古乾原線
  - 新乾駅 - 古乾原駅

## 産業
豆満江沿岸の褐炭炭田（咸北北部炭田）の一部を構成している。郡北部の訓戎（훈융）・下面（하면）、郡中部の古乾原（고건원）が日本統治時代から開発が進められた炭坑として知られ、現在も操業が行われている。

## 行政区画
1945年8月15日時点で、慶源・安農・東原・龍徳・有徳・阿山の6面があった。
- 慶源面 － 경원면【慶源面】（キョンウォンミョン）
- 安農面 － 안농면【安農面】（アンノンミョン）
- 東原面 － 동원면【東原面】（トンウォンミョン）
- 龍徳面 － 용덕면【龍德面】（リョンドンミョン）
- 有徳面 － 유덕면【有德面】（ユドンミョン）
- 阿山面 － 아산면【阿山面】（アサンミョン）

現在は1邑・3労働者区・21里を管轄する。
| - 慶源邑（キョンウォヌプ） - 古乾原労働者区（コゴヌォンノドンジャグ） - 龍北労働者区（リョンブンノドンジャグ） - 下面労働者区（ハミョンノドンジャグ） - 金洞里（クムドンニ） - 農圃里（ノンポリ） - 洞林里（トンニムニ） - 良洞里（リャンドンニ） - 龍渓里（リョンゲリ） - 龍南里（リョンナムニ） - 龍堂里（リョンダンニ） - 龍門里（リョンムンニ） | - 龍新里（リョンシンニ） - 龍峴里（リョンヒョンニ） - 柳多ソム里（リュダソムニ） - 鳳山里（ポンサンニ） - 沙水里（サスリ） - 城内里（ソンネリ） - 新乾里（シンゴンニ） - 安原里（アヌォンニ） - 硯山里（ヨンサンニ） - 鐘山里（チョンサンニ） - 中栄里（チュンヨンニ） - 後石里（フソンニ） - 訓戎里（フニュンニ） |

## 観光
当地は「テレビジョン連続劇･旺載山」のロケ地であり、いわゆる「聖地」が郡内に存在する

### 主な郡内ロケ地
- 城内里（第13,14部）

## 注記
1. ↑  中国標準語（北京語）では賽別爾郡と表記。
2. ↑  함경북도 경원군 역사
3. ↑  http://www.uriminzokkiri.com